# Margarete Matzenauer
Margarete/Margaret/Margarethe Matzenauer (első házassága idején Margarethe Preuse-Matzenauer) (Temesvár, 1881. június 1. – Van Nuys, Kalifornia, 1963. május 19.) opera-énekesnő (alt, szoprán) volt. Élete legjelentősebb időszaka a New York-i Metropolitan Operában eltöltött tizenkilenc évad volt, mialatt 315 előadáson lépett színpadra.

## Élete
Édesapja katonakarmester, édesanyja operaénekes volt. Nemzetisége vitatott. Grazban, Berlinben, majd Münchenben tanult. Utóbbi helyen Ernst Preusenál, aki az első férje lett.
1901-ben debütált a straßburgi Városi Színházban Puck (Weber: Oberon) szerepében. Három évig maradt itt. 1904-ben szerződött a müncheni Udvari Operához, ahol hamarosan a társulat egyik vezető énekese lett. Itt kezdett Wagner-szerepekre szakosodni, ami aztán meghatározta egész pályáját és hírnevét. 1905-től rendszeresen szerepelt Európa vezető színpadain. Ezen évek betetőzéseként 1911 nyarán felléphetett a Bayreuthi ünnepi játékok Ring-produkciójában, mindjárt három szereppel: Waltraute, Floßhilde és az első norna volt.
1911 őszén hívta meg a Metropolitan Opera, ezzel kezdődött meg amerikai élete. A november 13-i kitüntetésnek számító évadnyitó előadáson lépett először színpadra Amnerisként (Verdi: Aida), Arturo Toscanini vezényletével, Enrico Caruso és Emmy Destinn partnereként. A következő tizenkilenc évadban a társulat egyik erőssége volt, természetesen a Wagner-szerepek vezettek itt is repertoárjában. Hangterjedelmét növelte a hochdramatische szoprán irányába. (Itt ismerte meg második férjét is egy olasz tenorista kolléga, Edoardo Ferrari-Fontana személyében. Hat évig tartott ez a házasság.) Jellemző népszerűségére, hogy amikor az első világháború kitörésekor bojkottot hirdettek a német művészekre, őrá ez nem vonatkozott. 1930-ban, ismét Amneris alakjában búcsúzott a „gyémántpatkó” közönségétől.
A vendégszereplések a Metropolitan-években sem szüneteltek. Legtöbbször Chicagóban (1911–21) és a 20. század első felében élvonalbelinek számító Buenos Aires-i Teatro Colónban szerepelt. Több európai útja is volt. Hangversenyénekesként is gyakran szerepelt. Búcsúkoncertje 1938-ban volt.
1942-ben még fellépett egy vígjátékban a Broadwayen.
1930-ban kezdett tanítani, előbb New Yorkban, majd a kaliforniai San Fernando Valleyben.
Harmadszor is megházasodott, utoljára a sofőrjét választotta.

## Szerepei
- Beethoven: Fidelio – Leonora
- Bizet: Carmen – címszerep
- Janáček: Jenůfa – A sekrestyésné

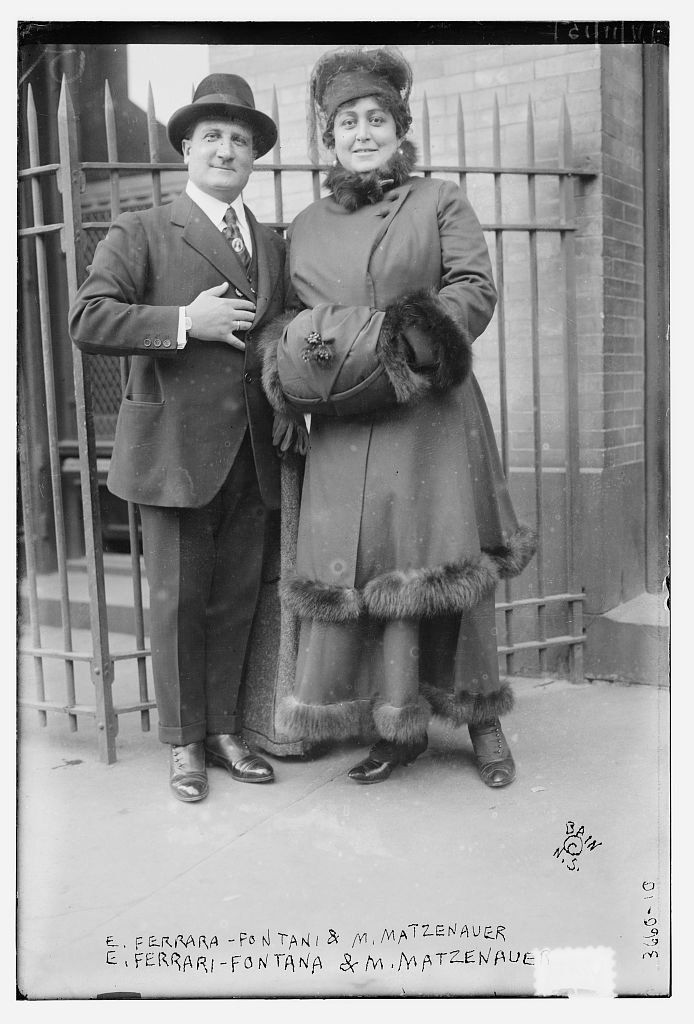
Második férjével 1915-ben a régi Metropolitan művészbejárójánál

- Mascagni: Parasztbecsület – Santuzza
- Meyerbeer: A próféta – Fidès
- Mozart: Figaro házassága – Almaviva grófné
- Muszorgszkij: Borisz Godunov – Marina Mniszek
- Ponchielli: La Gioconda – A vak asszony; Laura
- Saint-Saëns: Sámson és Delila – Delila
- Spontini: A Veszta-szűz – Veszta főpapja
- Richard Strauss: Elektra – Klütaimnésztra
- Stravinsky: Œdipus rex – Jocasta
- Thomas: Mignon – címszerep
- Verdi: A trubadúr – Azucena
- Verdi: Álarcosbál – Ulrica
- Verdi: Aida – Amneris
- Verdi: Don Carlos – Eboli hercegnő
- Wagner: Tannhäuser – Vénusz
- Wagner: Lohengrin – Ortrud
- Wagner: Trisztán és Izolda – Izolda, Brangäne
- Wagner: A Nibelung gyűrűje – Brünnhilde; Erda; Fricka; Waltraute; Floßhilde; Első norna
- Wagner: Parsifal – Kundry
- Weber: Oberon – Puck
- Wolf-Ferrari: A négy házsártos – Margarita

## Filmje
- Mr. Deeds Goes to Town (USA, 1936)